# Aster (biologie)
Pour les articles homonymes, voir Aster.
L'aster désigne la formation étoilée de microtubules rayonnant autour du centrosome, et bien visibles au cours de la division cellulaire. Au cours de celle-ci, l'aster se dédouble et les deux structures filles ainsi formées constituent chacune un pôle vers lequel migreront les chromatides sœurs de chaque chromosome, suivant les microtubules du fuseau mitotique auxquels elles sont attachées, par leur kinétochore. Les sites de nucléation de ces microtubules se situent dans le matériel péricentriolaire amorphe qui entoure les centrioles.
Il n'existe pas d'aster dans les cellules de « végétaux supérieurs ».

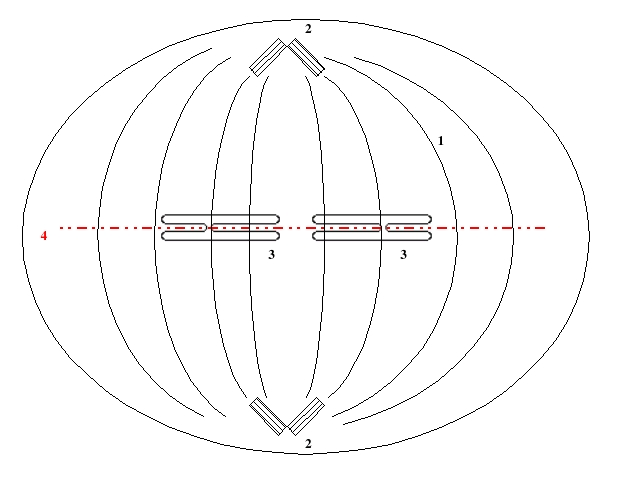
Cellule en métaphase montrant deux asters reliés par le fuseau mitotique
1. Fuseau mitotique
2. Centrosome
3. Chromosome
4. Équateur (ou plan équatorial)